# Jeong Seon
Trịnh Thiện (Hangul: 정선, Hanja: 鄭敾; Jeong Seon, phát âm như Chong-xăn) (1676-1759), tự là Nguyên Bá (원백, 元伯, Wonbaek), hiệu là Khiêm Nghiên (謙齋, 겸재, Kyomjae) và Lan Cốc (蘭谷, 난곡, Nangok), là một họa sĩ phong cảnh người Triều Tiên. Tác phẩm của ông bao gồm tranh thủy mặc như Nhân vương tễ sắc đồ (1751), Kim cương toàn đồ (1734), và Nhân cốc tinh xá (1742), và rất nhiều bức tranh "tả thực" phong cảnh, cảnh về đối tượng và lịch sử của nền văn hóa Triều Tiên. Ông được xem trong số những họa sĩ nổi tiếng nhất Triều Tiên. Những bức tranh phong cảnh của ông đã phản ánh hầu hết các đặc điểm địa lý của Triều Tiên. Phong cách của ông là tả thực chứ không phải là trừu tượng.

## Tiểu sử
Trịnh Thiện sinh ra ở quận Jongno, Hán Thành, trong khu phố Cheongun-dong năm 1676. Không giống như hầu hết các họa sĩ của thời đó, ông đã không sinh ra trong một gia đình giàu có, mà là một gia đình quý tộc nghèo. Là con trai cả của Jeong shi-ik (1638-1689), Jeong Seon được sinh ra vào ngày 3 tháng giêng âm lịch tương ứng năm 1676. Ông là hậu duệ của gia đình và quý tộc lừng lẫy. Gia đình ông có nguồn gốc từ Kwangju. Trịnh Thiện tự Nguyên Bá (Wonbaek), hiệu Lan Cốc (Nangok). Tuy nhiên, bút danh nổi tiếng nhất của ông là Khiêm Nghiên (Kyomjae) do chính ông đã lựa chọn cho mình.
Sự nghèo khó phải trải qua khi còn trẻ khiến Trịnh Thiện quyết tâm theo đuổi nghề họa sĩ. Ông thành thạo Zhou-I và thiên văn, mà ông đã học được khi làm khiêm giáo thụ (兼敎授, Geomgyosu). Ông chuyên vẽ tranh cho các khách hàng quen. Vào tháng 3 năm 1716, ở tuổi 41, ông bắt đầu làm việc tại Giám tượng quán (觀象監).
Tài nghệ của ông được phát hiện bởi một người hàng xóm quý tộc và đã đề nghị ông nhập triều và đã sớm nhận được một chức quan. Trịnh Thiện được cho là đã vẽ hàng ngày, với duy trì công việc này cho đến tuổi già. Ông mất vào ngày 24 tháng giêng âm lịch năm 1759 (tương ứng với ngày 20 tháng 4 theo lịch Gregory).

## Tầm quan trọng
Trịnh Thiện là một trong những họa sĩ nổi tiếng nhất của Triều Tiên. Ông đã truyền cảm hứng cho các nghệ sĩ Triều Tiên khác học theo, để lại tác động lâu dài đến nghệ thuật nước này dưới thời nhà Triều Tiên. Ông cũng được xem là họa sĩ nổi tiếng nhất trong giai đoạn hậu kỳ nhà Triều Tiên (1700–1850). Trịnh Thiện từng đi chu du, khám phá danh lam thắng cảnh của thủ đô Hán Thành (Seoul), sông Hán, biển Nhật Bản và núi Kim Cương. Ông là họa sĩ đầu tiên sử dụng và cũng là người phát động áp dụng phong cách tả thực trong hội họa phong cảnh Triều Tiên. Khác với các kỹ thuật và phong cách truyền thống của Trung Quốc mà các họa sĩ đời trước thường sử dụng, ông đã tạo ra một phong cách hội họa mới mô tả các đức tính của đất nước Triều Tiên.
Cuối thập kỷ đó, Trịnh Thiện đã phát triển cho mình phong cách riêng, chân thực hơn, có khả năng dưới sự ảnh hưởng của phong trào Sirhak. Điều này khiến ông khác biệt với truyền thống nghệ thuật lý tưởng hóa và trừu tượng hóa cảnh quan của Trung Quốc đang thịnh hành.

## Phong cách
Trịnh Thiện là một trong số ít họa sĩ Triều Tiên được biết đến là đã từ bỏ phong cách hội họa Trung Quốc truyền thống. Được biết, ông thường xuyên rời khỏi xưởng vẽ của mình để chu du và vẽ thế giới xung quanh mà ông quan soát được. Những bức tranh của ông được phân loại là thuộc trường phái Nam tông họa, nhưng ông đã phát triển phong cách của riêng mình bằng cách mô tả quang cảnh thiên nhiên như núi và suối một cách chân thực với những nét vẽ đậm nét của bàn chải.
Một đặc điểm chính của các tác phẩm của ông là các vùng tối và sáng xen kẽ, được tạo ra bởi các lớp màu nước và đường mực. Những ngọn núi của mà ông vẽ bị xuyên thủng bởi những cánh rừng, lần lượt được chiếu sáng bởi sương mù và thác nước. Thảm thực vật được làm từ các chấm, một kỹ thuật mang ảnh hưởng của danh họa đời Tống Mễ Phí (1052–1107). Phong cách của Trịnh Thiện sẽ ảnh hưởng đến nhiều thế hệ nghệ sĩ Triều Tiên và trở thành một trong những hình ảnh mang tính biểu tượng của chủ nghĩa dân tộc Hàn Quốc–Triều Tiên.

## Một số tác phẩm
| #   | Tiêu đề                                                  | Năm sáng tác | Kỹ thuật và kích thước                                         | Vị trí                             | Tranh |
| 1.  | Inwangjesaekdo 인왕재색도                                | 1751         | tranh mực và dầu 79.2 cm × 138.2 cm                            | Leeum, Bảo tàng Nghệ thuật Samsung |       |
| 2.  | Geumgang jeondo 금강전도                                 | 1734         | tranh mực và màu nước đông phương trên giấy 130.7 cm × 94.1 cm | Bảo tàng Nghệ thuật Ho-Am          |       |
| 3.  | Nhân cốc u cư đồ 인곡유거도 (仁谷幽居圖)                 | 1732         | mực và màu nhẹ trên giấy 27.5 x 27.3 cm                        | Bảo tàng Nghệ thuật Gansong        |       |
| 4.  | Soyojeong 소요정 (逍遙亭)                                | không rõ     | tranh mực và màu nước đông phương trên lụa 130.7 cm × 94.1 cm  | Bộ sưu tập tư nhân                 |       |
| 5.  | Cheongpunggye 청풍계 (淸風溪)                            | không rõ     | tranh mực và màu nước đông phương trên lụa 96.5 x 36.1 cm      | Bảo tàng Đại học Hàn Quốc          |       |
| 6.  | Bakyeon Fall 박연폭포 (朴淵瀑布)                         | không rõ     | tranh mực và màu nước đông phương trên giaays 119.4×51.9㎝     | Bộ sưu tập tư nhân                 |       |
| 7.  | Gwangjin 광진 (廣津)                                     | không rõ     | tranh mực và màu nước đông phương trên lụa 20 x 31.5 cm        | Bảo tàng Nghệ thuật Gansong        |       |
| 8.  | Jaha-dong 자하동 (紫霞洞), a village in Jongno-gu        | không rõ     | tranh mực và màu nước đông phương trên giấy 33.7 x 29.5 cm     | Bảo tàng Nghệ thuật Gansong        |       |
| 9.  | Gaehwasa temple 개화사                                   | không rõ     | tranh mực và màu nước đông phương trên giấy 31 x 24.8 cm       | Bảo tàng Nghệ thuật Gansong        |       |
| 10. | Dongjakjin 동작진(銅雀津)                                | không rõ     | tranh mực và màu nước đông phương trên giấy 27.5 x 18.5 cm     | Bộ sưu tập tư nhân                 |       |
| 11. | Gwiraejeong 귀래정 (歸來亭)                              | không rõ     | tranh mực và màu nước đông phương trên giấy 23 x 25 cm         | Bộ sưu tập tư nhân                 |       |
| 12. | Isujeong 이수정 (二水亭)                                 | không rõ     | tranh mực và màu nước đông phương trên lụa 23 x 25 cm          | Bộ sưu tập tư nhân                 |       |
| 13. | Gwiraejeong 인곡유거도(仁谷幽居圖)                       | 1742         | tranh mực và màu nước đông phương trên giấy 27.3*27.5 cm       | Bảo tàng Nghệ thuật Gansong        |       |
| 14. | Dosan Seowon 도산서원도                                  | không rõ     |                                                                | Bộ sưu tập tư nhân                 |       |
| 15. | Jukseoru 죽서루                                          | 1738         | tranh mực và màu nước đông phương trên giấy 32.3 x 57.8 cm     | Bảo tàng Nghệ thuật Gansong        |       |
| 16. | Changeumun 창의문(彰義門)                                | không rõ     | tranh mực và màu nước đông phương trên giấy 29.5 x 33.2 cm     | Bảo tàng Quốc gia Hàn Quốc         |       |
| 17. | Ingokjeongsa 인곡정사(仁谷精舍)                          | 1742         | tranh mực và màu nước đông phương trên giấy 22.5 x 32.5 cm     | Bộ sưu tập tư nhân                 |       |
| 18. | Mangyangjeong 망양정                                     | không rõ     | tranh mực và màu nước đông phương trên giấy 32.3 x 57.8 cm     | Bảo tàng Nghệ thuật Gansong        |       |
| 19. | Chuil hanmyo 추일한묘 (秋日閑猫, 가을날 한가로운 고양이) | không rõ     |                                                                |                                    |       |
| 20. | Yuksangmyodo 육상묘도                                    | 1739         | tranh mực và màu nước đông phương trên lụa 146.5 x 63㎝        | Bộ sưu tập tư nhân                 |       |